# Norman Fucking Rockwell (singolo)
Norman Fucking Rockwell è un singolo della cantante statunitense Lana Del Rey, il sesto estratto dal sesto album in studio omonimo e pubblicato il 1º novembre 2019.
Ha ricevuto una candidatura nella categoria canzone dell'anno nell'ambito dei Grammy Awards 2020.

## Accoglienza
Jenn Pelly di Pitchfork ha elogiato la canzone per il suo testo diretto. Rhian Daly del NME l'ha paragonata ai precedenti lavori della cantante.

## Tracce
Testi e musiche di Elizabeth Grant e Jack Antonoff.
1. Norman Fucking Rockwell – 4:09